# BMW Z9
BMW Z9 Gran Turismo, es un prototipo de automóvil cupé diseñado por Adrian van Hooydonk bajo la dirección de Chris Bangle. Fue presentado en el Salón del Automóvil de Fráncfort en septiembre de 1999. Una variante convertible llamada BMW Z9 Gran Turismo Cabrio fue presentada en el Salón del Automóvil de París. Este prototipo nunca llegó a producirse.

## Detalles técnicos
Propulsado por un motor V8 turbodiésel de 3.901 cm³ de capacidad con tecnología common-rail e inyección directa que desarrollaban 245 CV —180 kW— de potencia máxima a 4.000 revoluciones por minuto, con 560 Nm de par disponibles entre 1.750 y 2.500 rpm  y un par motor de 413 ft⋅lb. El modelo convertible también tenía un V8 pero de gasolina. El auto poseía una caja de cambios automática de cinco velocidades —Steptronic— y podía alcanzar 251 km/h de velocidad punta, con una aceleración de 0 a 100 km/h en el entorno de los cinco segundos.

## Diseño exterior
Su carrocería construida en fibra de carbono sobre un bastidor de aluminio reducía el peso para lograr una mayor eficiencia. Este vehículo de dos puertas y cuatro plazas, se caracterizaba por su limpieza y sencillez, al tiempo que exhibía carácter.
El automóvil presentaba un nuevo diseño de parrilla en forma de riñón y faros dobles, además de arranque por botón. Las puertas poseían un sistema de doble apertura, con bisagras tanto en posición convencional como en el techo, para funcionar como puertas de ala de gaviota que se abrían con solo tocar un botón en el llavero. 
Otros detalles, como los intermitentes de neón delanteros y traseros o los pilotos traseros de ledes, también apuntan hacia el carácter rupturista e innovador de este prototipo. El diseño del portón trasero fue apodado «trasero Bangle». Las llantas delanteras eran de 20 pulgadas y las traseras de 21 pulgadas de diámetro y contaban con anclaje monotuerca.

## Diseño interior
Una pantalla en el centro del tablero que se mantenía en todo momento en el ángulo de visión del conductor, aglutinaba toda la información del vehículo. Para la instrumentación, en la posición convencional, se conservaba el esquema de dos relojes analógicos, velocímetro y tacómetro.
El tablero del BMW Z9 solo exhibía dos controles: el botón de arranque y el mando para las luces. Además dos palancas más, ancladas a la columna de dirección, con las funciones respectivamente asignadas de accionar los intermitentes. En modo semiautomático, las operaciones de subida y bajada de marcha podían realizarse pulsando sendos botones situados en el volante de dos radios.

## Legado
El Intuitive Interaction Concept que tenía como objetivo disponer las diferentes opciones jerarquizadas siguiendo «la lógica natural del pensamiento humano» llegó dos años después a los vehículos de producción bajo el nombre de iDrive, que tuvo lugar con el BMW Serie 7 E65. Su estilo perduró de forma más reconocible en la forma del BMW Serie 6 E63 en 2003. 